# Fort Bliss (film, 2014)
Pour les articles homonymes, voir Fort Bliss (homonymie).
Pour plus de détails, voir Fiche technique et Distribution.
Fort Bliss est un film américain réalisé par Claudia Myers, sorti en 2014.

## Synopsis
La vie d'une femme soldat de retour au pays. La garde de son enfant devient problématique.

## Fiche technique
- Titre : Fort Bliss
- Titre original : Fort Bliss
- Réalisation : Claudia Myers
- Scénario : Claudia Myers
- Direction artistique : Scott Enge
- Décors : Krystyna Loboda
- Casting : Adam Silver
- Costumes : Jessica Wenger
- Photographie :
- Son :
- Montage : Scott Enge
- Musique :
- Société de production : Tevin Adelman
- Distribution :
- Budget : $5,000,000
- Pays de production :  États-Unis
- Langue originale : anglais
- Format : couleur
- Durée : 116 minutes
- Genres : dramatique
- Dates de sortie : 1er octobre 2015

## Distribution
- Michelle Monaghan : Maggie Swann
- Pablo Schreiber : Sergent Donovan
- Emmanuelle Chriqui : Alma
- Ron Livingston : Richard
- Dash Mihok : Sergent Malcolm
- Freddy Rodríguez : Capitaine Garver
- John Savage : Mike Swann
- Oakes Fegley : Paul
- Brie Cubelic : Becky
- Nuria Aparicio : Elena
- Alesa DePersia : Susan
- Santina Ferrante : Soldate
- Sharelle Smith : Patronne
- Gbenga Akinnagbe : Sergent Butcher
- Juan Gabriel Pareja : Javier